# Ferenbalm
Ferenbalm (französisch La Baumette) ist eine politische Gemeinde im Verwaltungskreis Bern-Mittelland des Kantons Bern in der Schweiz.

## Geographie
Ferenbalm liegt auf dem Plateau zwischen den Flüssen Saane und Biberen. Ein eigentlicher Dorfkern existiert nicht, die Gemeinde Ferenbalm besteht aus den Weilern Ferenbalm, Vogelbuch, Kleingümmenen, Rizenbach, Biberen, Jerisberg, Jerisberghof, Haselhof und der Exklave Gammen.

## Politik
Bei den Nationalratswahlen 2023 betrugen die Wähleranteile in Ferenbalm (in Klammern die Veränderung im Vergleich zu den Wahlen 2019 in Prozentpunkten): SVP 44,96 % (−1,54), SP 12,50 % (+1,24), Mitte 10,00 % (−0,72), Grüne 8,55 % (−0,40), glp 6,98 % (+1,02), FDP 6,22 % (−0,76), EDU 3,82 % (+1,21), EVP 2,68 % (+0,88), Weitere 4,30 % (−0,93).

## Sehenswürdigkeiten
- Das Althuus im Jerisberghof, ein Hochstudhaus von 1703. Sitz des Bauernmuseums.[6]

## Bilder

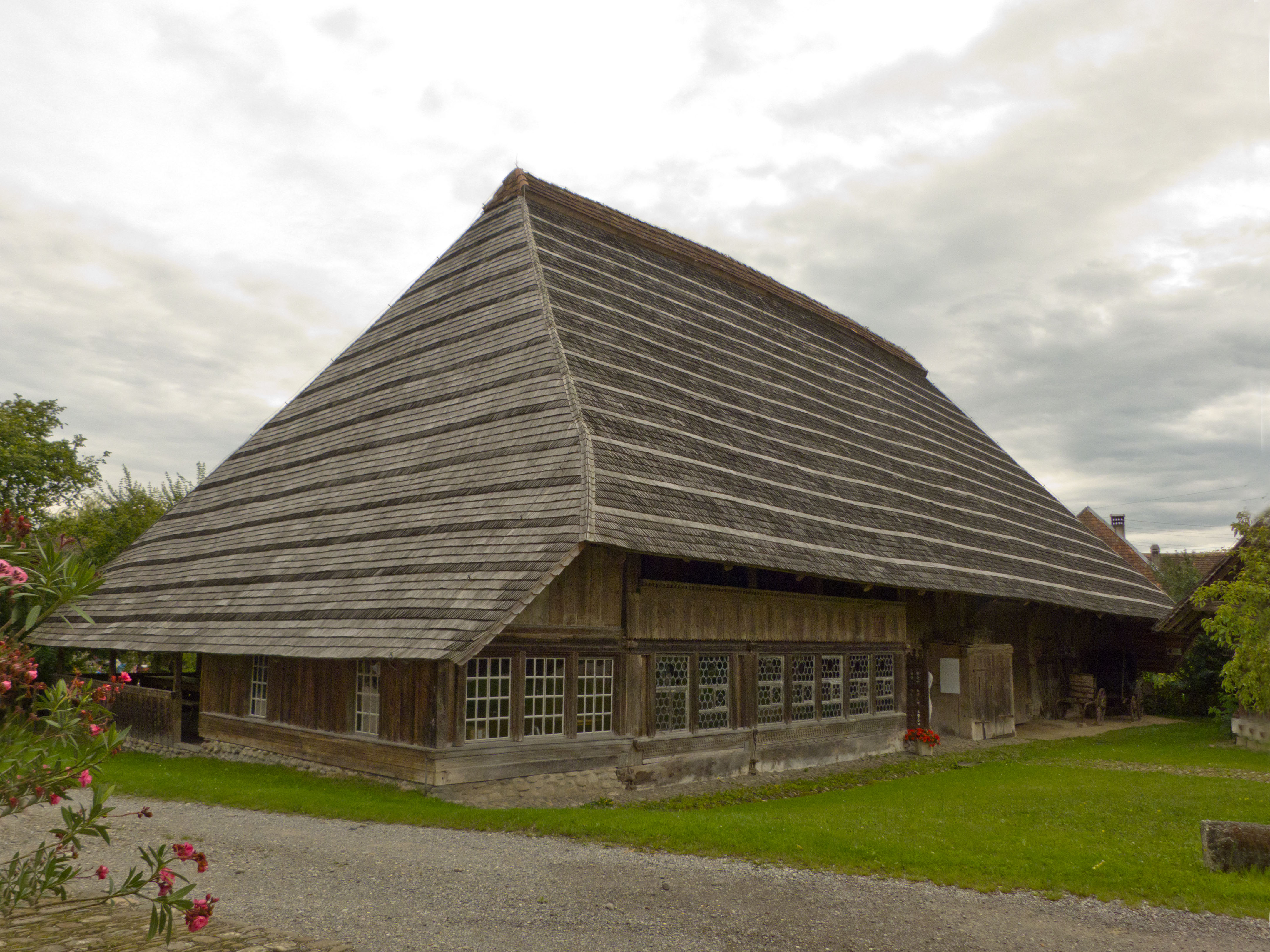
Gut Althuus im Jerisbergerhof
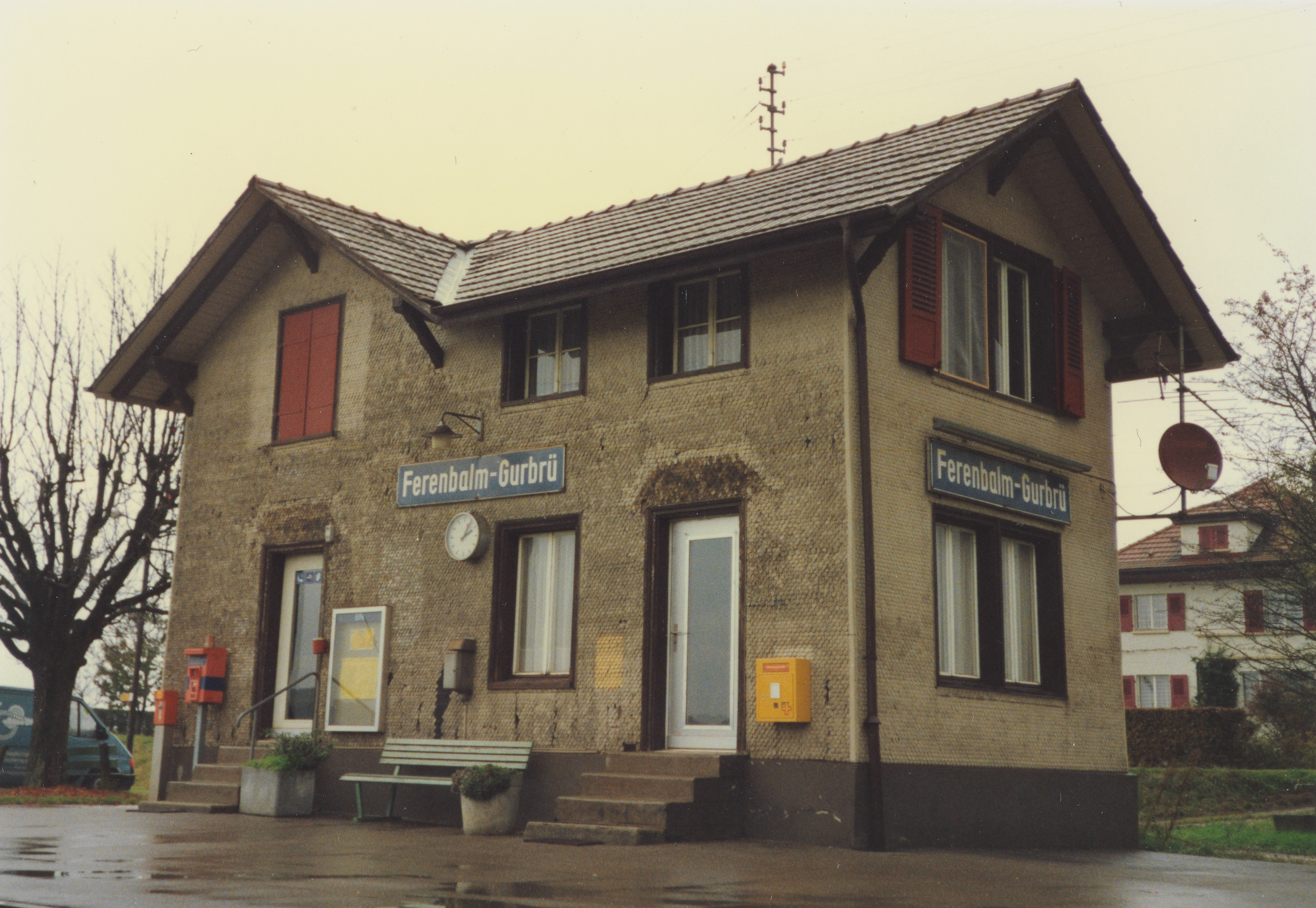
Ferenbalm-Gurbrü Haltestellengebäude (1991)
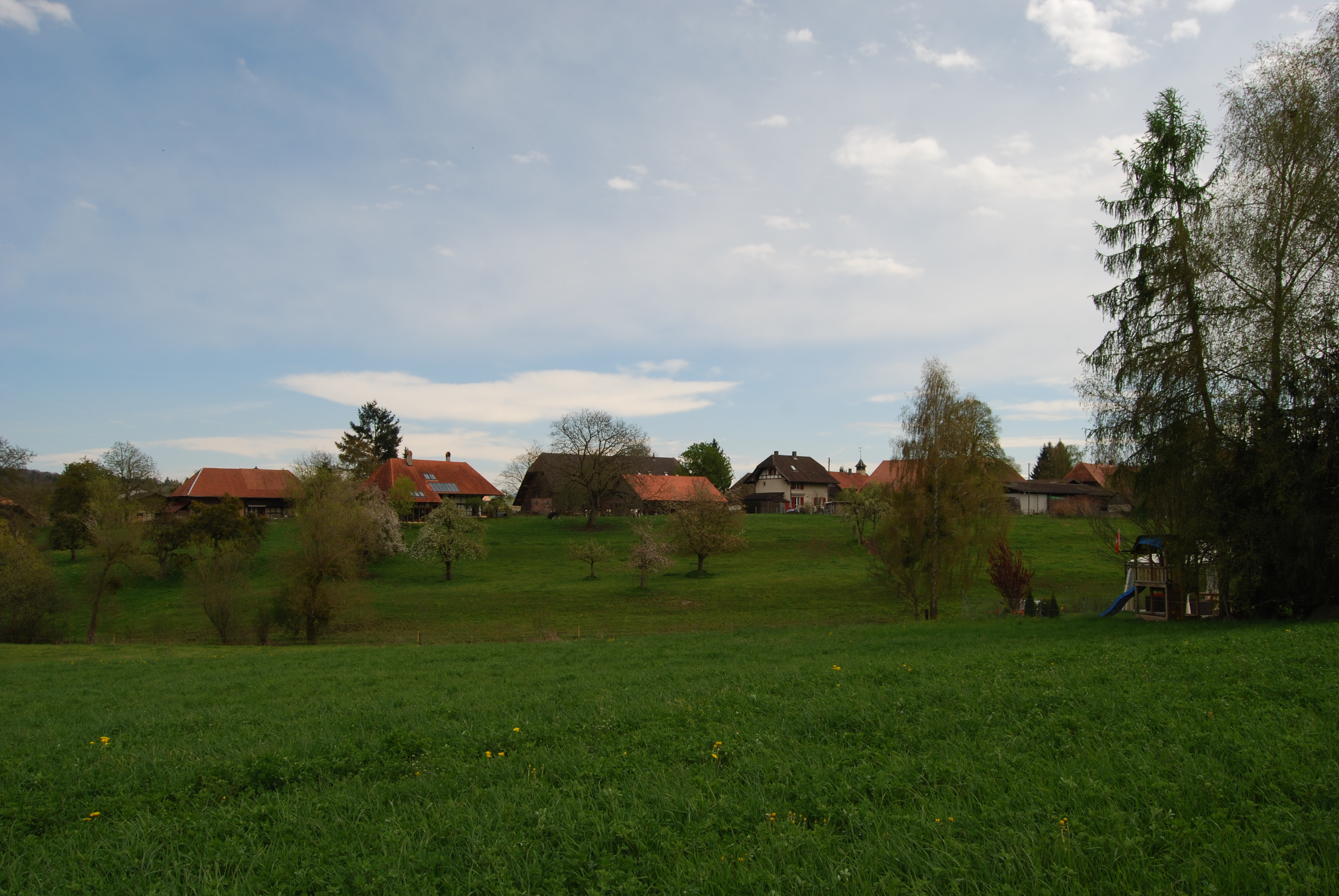
Die Exklave Gammen
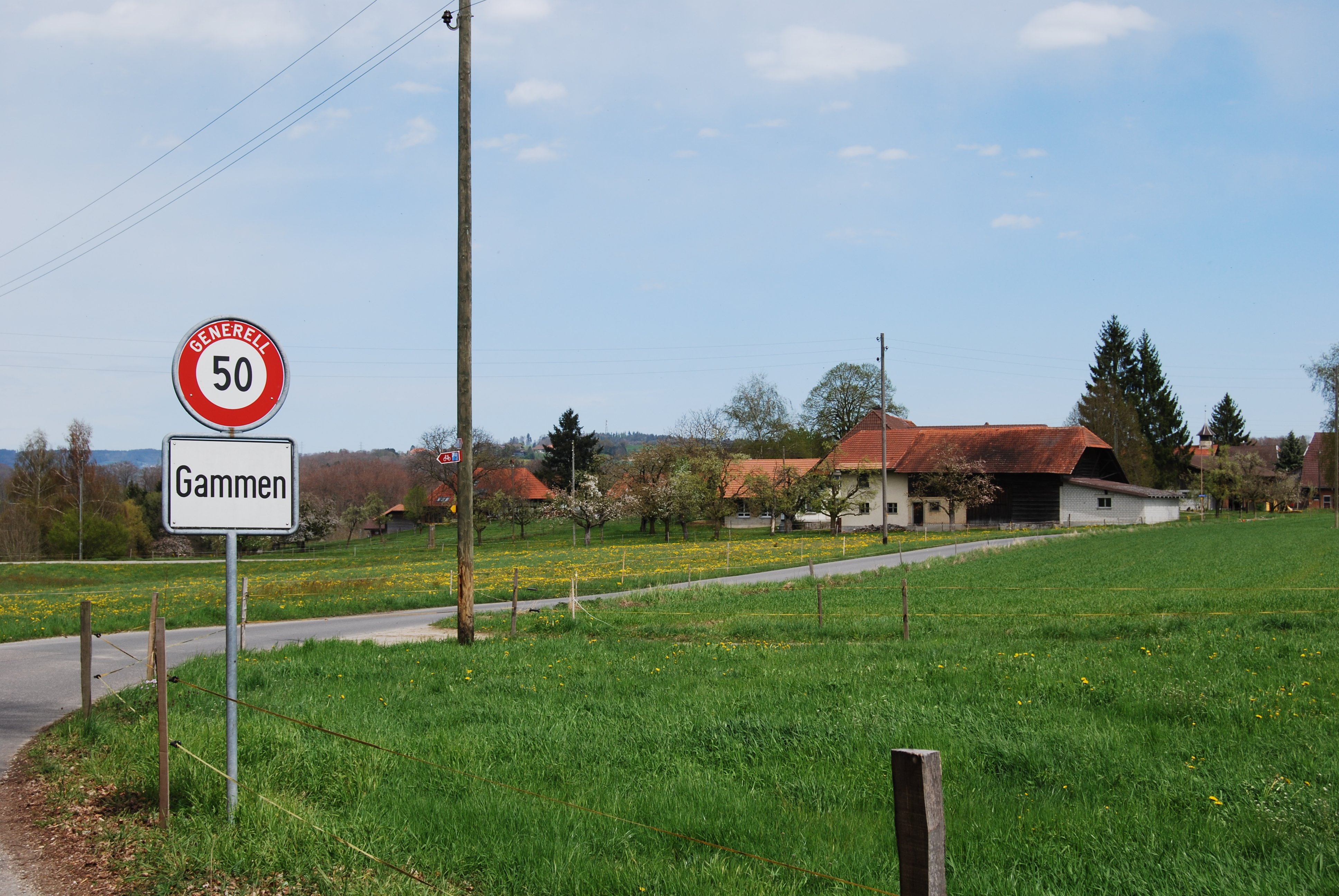
Ortseingang von Gammen
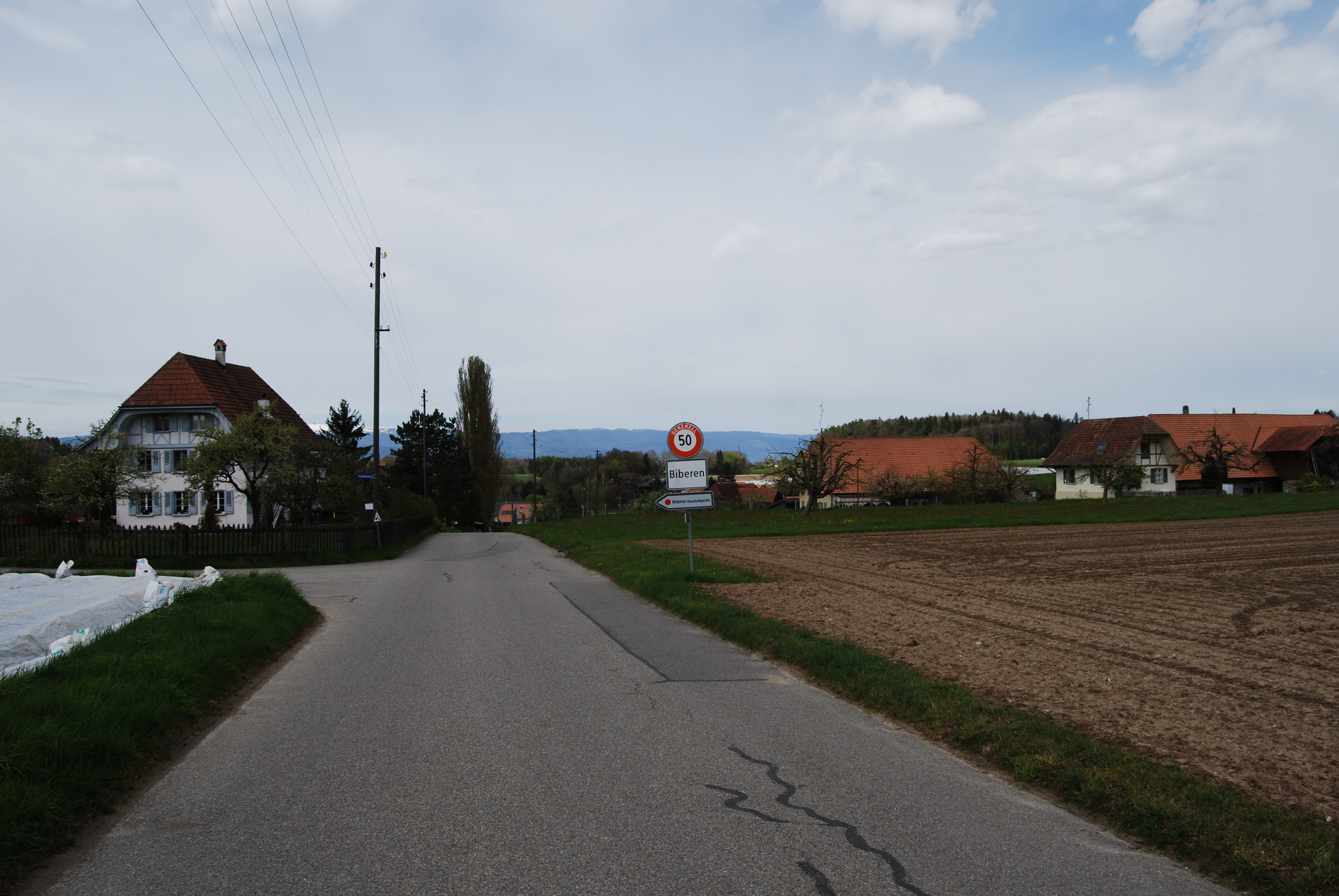
Ortseingang von Biberen
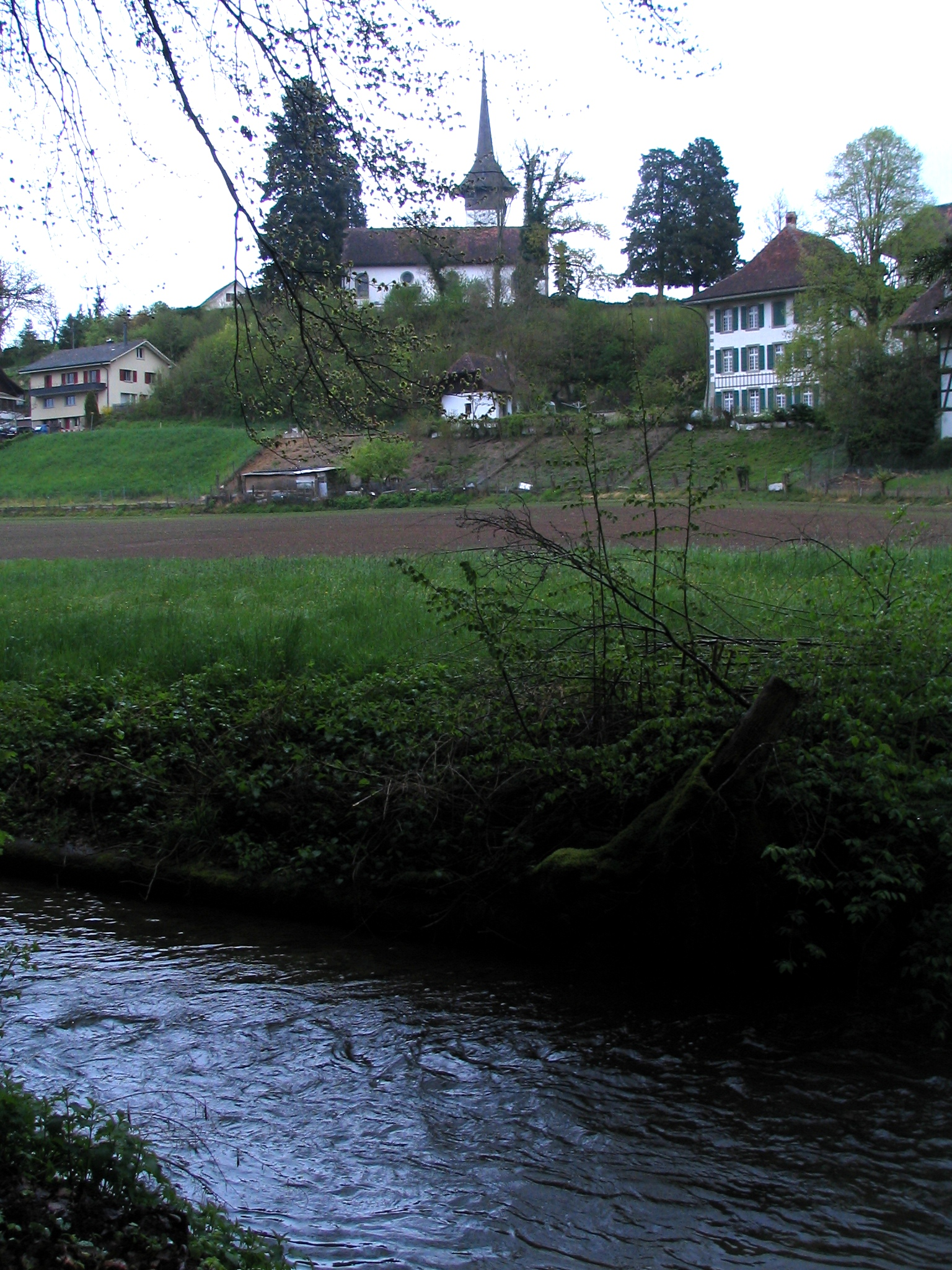
Der Fluss Biberen und im Hintergrund die Kirche Ferenbalm
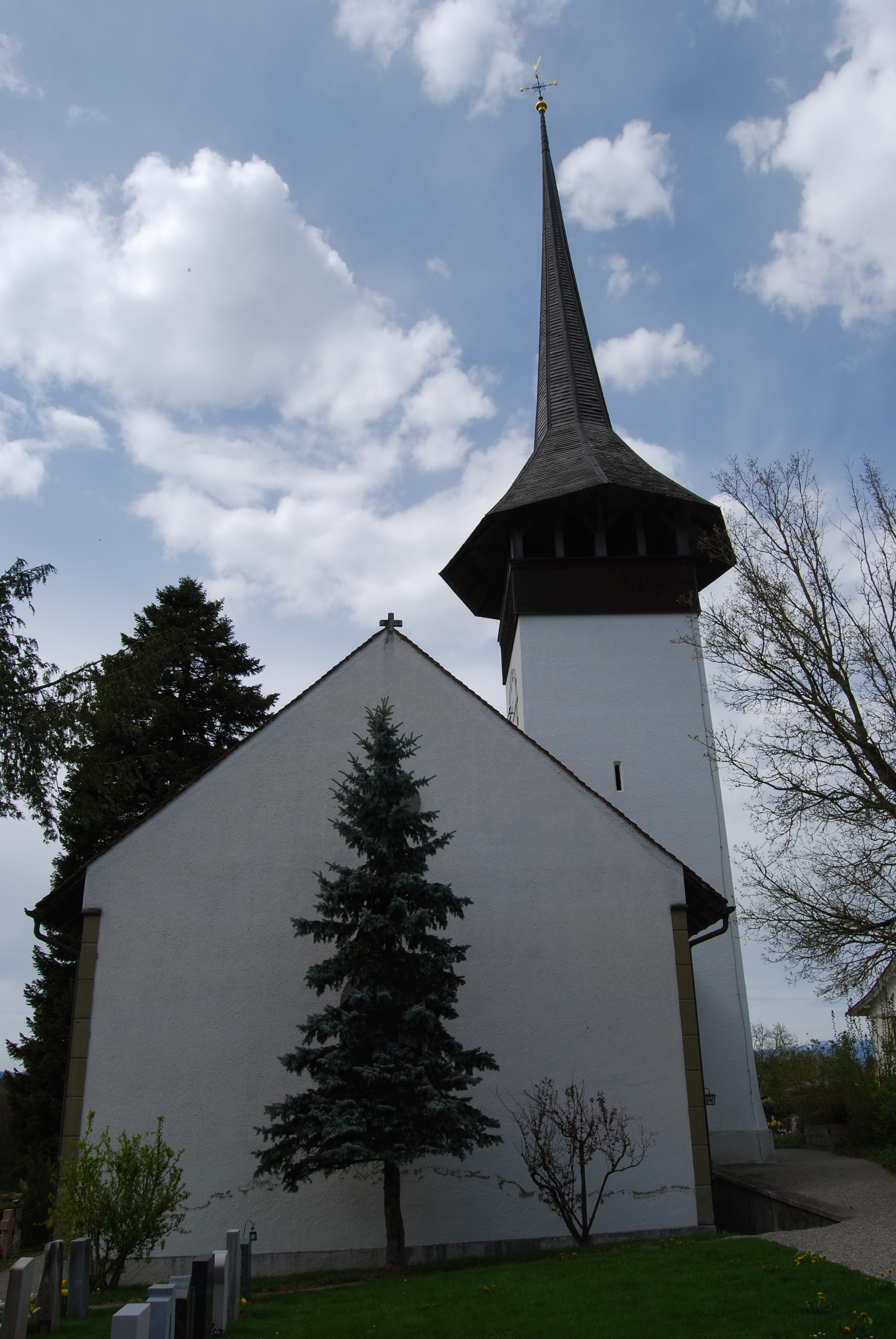
Kirche von Ferenbalm
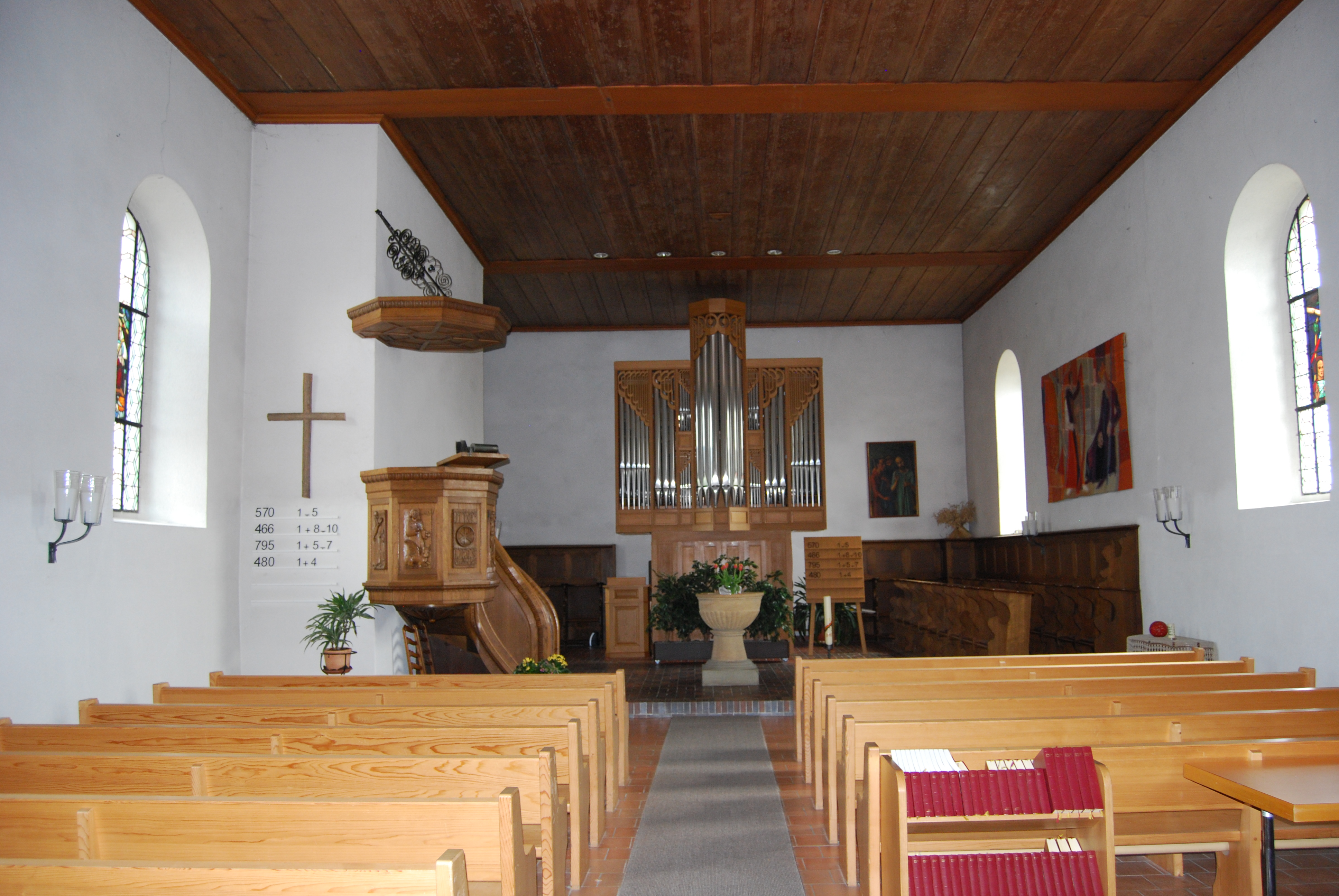
Innenansicht der Kirche